# ميلينا سالسيدو
ميلينا سالسيدو (بالإسبانية: Milena Salcedo) هي دراجة كولومبية، ولدت في 14 مايو 1988 في بوغوتا في كولومبيا.

## وصلات خارجية
- ميلينا سالسيدو على موقع الاتحاد الدولي للدراجات (الإنجليزية)
- ميلينا سالسيدو على موقع أرشيف الدراجات (الإنجليزية)
- ميلينا سالسيدو على موقع إحصائيات الدراجات الإحترافية (الإنجليزية)
- ميلينا سالسيدو على موقع نسبة الدراجات (الإنجليزية)
- ميلينا سالسيدو على موقع CyclingDatabase.com (مؤرشف) (الإنجليزية)